# Single numer jeden w roku 1991 (USA)
Notowanie Billboard Hot 100 przedstawia najlepiej sprzedające się single w Stanach Zjednoczonych. Publikowane jest ono przez magazyn Billboard, a dane kompletowane są przez Nielsen SoundScan w oparciu o cotygodniowe wyniki sprzedaży cyfrowej oraz fizycznej singli, a także częstotliwość emitowania piosenek na antenach stacji radiowych.

## Historia notowania
| Data publikacji | Piosenka                                     | Artysta                                                |
| --------------- | -------------------------------------------- | ------------------------------------------------------ |
| 5 stycznia      | „Justify My Love”                            | Madonna                                                |
| 12 stycznia     | „Justify My Love”                            | Madonna                                                |
| 19 stycznia     | „Love Will Never Do (Without You)”           | Janet Jackson                                          |
| 26 stycznia     | „The First Time”                             | Surface                                                |
| 2 lutego        | „The First Time”                             | Surface                                                |
| 9 lutego        | „Gonna Make You Sweat (Everybody Dance Now)” | C+C Music Factory feat. Freedom Williams               |
| 16 lutego       | „Gonna Make You Sweat (Everybody Dance Now)” | C+C Music Factory feat. Freedom Williams               |
| 23 lutego       | „All the Man That I Need”                    | Whitney Houston                                        |
| 2 marca         | „All the Man That I Need”                    | Whitney Houston                                        |
| 9 marca         | „Someday”                                    | Mariah Carey                                           |
| 16 marca        | „Someday”                                    | Mariah Carey                                           |
| 23 marca        | „One More Try”                               | Timmy T                                                |
| 30 marca        | „Coming Out of the Dark”                     | Gloria Estefan                                         |
| 6 kwietnia      | „Coming Out of the Dark”                     | Gloria Estefan                                         |
| 13 kwietnia     | „I've Been Thinking About You”               | Londonbeat                                             |
| 20 kwietnia     | „You're in Love”                             | Wilson Phillips                                        |
| 27 kwietnia     | „Baby Baby”                                  | Amy Grant                                              |
| 4 maja          | „Baby Baby”                                  | Amy Grant                                              |
| 11 maja         | „Joyride”                                    | Roxette                                                |
| 18 maja         | „I Like the Way (The Kissing Game)”          | Hi-Five                                                |
| 25 maja         | „I Don't Wanna Cry”                          | Mariah Carey                                           |
| 1 czerwca       | „I Don't Wanna Cry”                          | Mariah Carey                                           |
| 8 czerwca       | „More Than Words”                            | Extreme                                                |
| 15 czerwca      | "Rush Rush”                                  | Paula Abdul                                            |
| 22 czerwca      | "Rush Rush”                                  | Paula Abdul                                            |
| 29 czerwca      | "Rush Rush”                                  | Paula Abdul                                            |
| 6 lipca         | "Rush Rush”                                  | Paula Abdul                                            |
| 13 lipca        | "Rush Rush”                                  | Paula Abdul                                            |
| 20 lipca        | „Unbelievable”                               | EMF                                                    |
| 27 lipca        | „(Everything I Do) I Do It for You”          | Bryan Adams                                            |
| 3 sierpnia      | „(Everything I Do) I Do It for You”          | Bryan Adams                                            |
| 10 sierpnia     | „(Everything I Do) I Do It for You”          | Bryan Adams                                            |
| 17 sierpnia     | „(Everything I Do) I Do It for You”          | Bryan Adams                                            |
| 24 sierpnia     | „(Everything I Do) I Do It for You”          | Bryan Adams                                            |
| 31 sierpnia     | „(Everything I Do) I Do It for You”          | Bryan Adams                                            |
| 7 września      | „(Everything I Do) I Do It for You”          | Bryan Adams                                            |
| 14 września     | „The Promise of a New Day”                   | Paula Abdul                                            |
| 21 września     | „I Adore Mi Amor”                            | Color Me Badd                                          |
| 28 września     | „I Adore Mi Amor”                            | Color Me Badd                                          |
| 5 października  | „Good Vibrations”                            | Marky Mark and the Funky Bunch feat. Loleatta Holloway |
| 12 października | „Emotions”                                   | Mariah Carey                                           |
| 19 października | „Emotions”                                   | Mariah Carey                                           |
| 26 października | „Emotions”                                   | Mariah Carey                                           |
| 2 listopada     | „Romantic”                                   | Karyn White                                            |
| 9 listopada     | „Cream”                                      | Prince i New Power Generation                          |
| 16 listopada    | „Cream”                                      | Prince i New Power Generation                          |
| 23 listopada    | „When a Man Loves a Woman”                   | Michael Bolton                                         |
| 30 listopada    | „Set Adrift on Memory Bliss”                 | P.M. Dawn                                              |
| 7 grudnia       | "Black or White”                             | Michael Jackson                                        |
| 14 grudnia      | "Black or White”                             | Michael Jackson                                        |
| 21 grudnia      | "Black or White”                             | Michael Jackson                                        |
| 28 grudnia      | "Black or White”                             | Michael Jackson                                        |